# 北京京都世纪
北京京都世纪文化发展有限公司，简称北京京都世纪、京都世纪，是总部位于北京市的一家大型民营影视公司。公司董事长为著名导演尤小刚。

## 代表作品
- 《都市东游记》
- 《凤在江湖》
- 《白色陷阱》
- 《欲望》
- 《共和国往事》
- 《大博弈》
- 《对决》
- 2002《孝庄秘史》
- 2004《非常24小时》
- 2004《皇太子秘史》
- 2006《白色情人梦》
- 2006《康熙秘史》
- 2008《前清秘史》(纪录片)
- 2008《祈望》
- 2010《杨贵妃秘史》
- 2012《西施秘史》
- 2013《内线前传》
- 2013《8090向前冲》
- 2014《我和我的他们》
- 2015《乾隆秘史》
- 2015《反恐特战队》
- 2017《反恐特战队之猎影》

## 签约艺人
- 邬靖靖、周庭伊、赵志瑶、程晓燕、李浩轩、秦雪、赵煊、蔡牧昀、侯正、缪海梅、孙艺铭、崔宝月、张洋